# Basquetebol nos Jogos da Commonwealth de 2006
O basquetebol nos Jogos da Commonwealth de 2006 foi realizado em Melbourne e outras quatro cidade australianas, entre 16 e 24 de março. Consistiu de um torneio masculino e outro feminino de 8 equipes cada com as preliminares sendo disputadas em Bendigo, Ballarat, Geelong e Traralgon, e fase final na Arena Multiuso em Melbourne.

## Medalhistas
| Evento    | Ouro | Prata | Bronze |
| Masculino | Anthony Ronaldson Jacob Holmes Sam Mackinnon Luke Kendall Brad Newley C.J. Bruton Jason Smith Mark Worthington Neil Mottram Russell Hinder Bradley Davidson Paul Rogers AUS Austrália      | Troy McLean Aaron Olson Paora Winitana Paul Henare Casey Frank Lindsay Tait Dillon Boucher Pero Cameron Mika Vukona Ed Book Michael Homik Tony Rampton NZL Nova Zelândia                               | Steven Bucknall Jermaine Forbes Andrew Bridge Ronnie Baker Delme Herriman Andrew Sullivan Fab Flournoy Michael Martin Robert Reed John Amaechi Julius Joseph Richard Windle ENG Inglaterra |
| Feminino  | Jae Cross Tully Bevilaqua Katrina Hibbert Carly Wilson Hollie Grima Jacinta Hamilton Erin Phillips Laura Summerton Belinda Snell Jenny Whittle Emily McInerny Lauren Jackson AUS Austrália | Charmian Purcell Rebecca Cotton Angela Marino Micaela Cocks Lisa Pardon Donna Loffhagen Lisa Wallbutton Kate McMeeken-Ruscoe Jessica McCormack Jody Tini Nonila Wharemate Aneka Kerr NZL Nova Zelândia | Rosalee Mason Claire Maytham Sally Kaznica Kristy Lavin Caroline Ayres Louise Gamman Jo Sarjant Andrea Congreaves Shelly Boston Katie Crowley Gillian D'Hondt Jane Thackray ENG Inglaterra |

## Torneio masculino

### Primeira fase
|  | Equipes classificadas às semifinais           |
|  | Equipes classificadas aos jogos de consolação |

| Equipe    | Pts | J | V | D | PP  | PC  |
| --------- | --- | - | - | - | --- | --- |
| Austrália | 6   | 3 | 3 | 0 | 365 | 158 |
| Nigéria   | 5   | 3 | 2 | 1 | 261 | 270 |
| Escócia   | 4   | 3 | 1 | 2 | 202 | 277 |
| Índia     | 3   | 3 | 0 | 3 | 190 | 310 |

| Horário     | Jogo      | Jogo   | Jogo      |
| ----------- | --------- | ------ | --------- |
| 17 de março |           |        |           |
| 20:15       | Escócia   | 52–129 | Austrália |
| 20:15       | Índia     | 84–113 | Nigéria   |
| 19 de março |           |        |           |
| 11:30       | Escócia   | 67–57  | Índia     |
| 20:15       | Austrália | 103–57 | Nigéria   |
| 20 de março |           |        |           |
| 18:00       | Nigéria   | 91–83  | Escócia   |
| 20:15       | Índia     | 49–133 | Austrália |

| Equipe        | Pts | J | V | D | PP  | PC  |
| ------------- | --- | - | - | - | --- | --- |
| Nova Zelândia | 6   | 3 | 3 | 0 | 263 | 172 |
| Inglaterra    | 5   | 3 | 2 | 1 | 233 | 196 |
| Barbados      | 4   | 3 | 1 | 2 | 198 | 238 |
| África do Sul | 3   | 3 | 0 | 3 | 183 | 271 |

| Horário     | Jogo          | Jogo  | Jogo          |
| ----------- | ------------- | ----- | ------------- |
| 16 de março |               |       |               |
| 18:00       | Nova Zelândia | 88–58 | África do Sul |
| 18:00       | Barbados      | 59–75 | Inglaterra    |
| 18 de março |               |       |               |
| 18:00       | Nova Zelândia | 84–63 | Inglaterra    |
| 20:15       | África do Sul | 72–88 | Barbados      |
| 19 de março |               |       |               |
| 20:15       | Barbados      | 51–91 | Nova Zelândia |
| 20 de março |               |       |               |
| 11:30       | Inglaterra    | 95–53 | África do Sul |

### Fase final
| Horário                                 | Jogo          | Jogo  | Jogo          |
| --------------------------------------- | ------------- | ----- | ------------- |
| Classificação 5º-8º lugar - 21 de março |               |       |               |
| 18:00                                   | Escócia       | 91–79 | África do Sul |
| 20:15                                   | Índia         | 55–96 | Barbados      |
| Disputa pelo 7º lugar - 23 de março     |               |       |               |
| 11:30                                   | África do Sul | 65–59 | Índia         |
| Disputa pelo 5º lugar - 23 de março     |               |       |               |
| 13:45                                   | Escócia       | 63–73 | Barbados      |

| Horário                           | Jogo       | Jogo   | Jogo          |
| --------------------------------- | ---------- | ------ | ------------- |
| Semifinais - 22 de março          |            |        |               |
| 13:45                             | Austrália  | 101–75 | Inglaterra    |
| 20:15                             | Nigéria    | 66–90  | Nova Zelândia |
| Disputa pelo bronze - 24 de março |            |        |               |
| 18:00                             | Inglaterra | 80–57  | Nigéria       |
| Final - 24 de março               |            |        |               |
| 20:15                             | Austrália  | 81–76  | Nova Zelândia |

### Classificação final
| Pos. | Equipe            |
| ---- | ----------------- |
|      | AUS Austrália     |
|      | NZL Nova Zelândia |
|      | ENG Inglaterra    |
| 4    | NGR Nigéria       |
| 5    | BAR Barbados      |
| 6    | SCO Escócia       |
| 7    | RSA África do Sul |
| 8    | IND Índia         |

## Torneio feminino

### Primeira fase
|  | Equipes classificadas às semifinais           |
|  | Equipes classificadas aos jogos de consolação |

| Equipe     | Pts | J | V | D | PP  | PC  |
| ---------- | --- | - | - | - | --- | --- |
| Austrália  | 6   | 3 | 3 | 0 | 345 | 115 |
| Inglaterra | 5   | 3 | 2 | 1 | 231 | 198 |
| Índia      | 4   | 3 | 1 | 2 | 161 | 304 |
| Moçambique | 3   | 3 | 0 | 3 | 126 | 246 |

| Horário     | Jogo       | Jogo   | Jogo       |
| ----------- | ---------- | ------ | ---------- |
| 16 de março |            |        |            |
| 20:15       | Austrália  | 146–46 | Índia      |
| 20:15       | Moçambique | 46–84  | Inglaterra |
| 18 de março |            |        |            |
| 18:00       | Inglaterra | 104–57 | Índia      |
| 20:15       | Moçambique | 26–104 | Austrália  |
| 19 de março |            |        |            |
| 18:00       | Austrália  | 95–43  | Inglaterra |
| 20 de março |            |        |            |
| 13:45       | Índia      | 58–54  | Moçambique |

| Equipe        | Pts | J | V | D | PP  | PC  |
| ------------- | --- | - | - | - | --- | --- |
| Nova Zelândia | 6   | 3 | 3 | 0 | 127 | 47  |
| Nigéria       | 5   | 3 | 2 | 1 | 194 | 236 |
| Malásia       | 4   | 3 | 1 | 2 | 191 | 275 |
| Malta         | 3   | 3 | 0 | 3 | 156 | 281 |

| Horário     | Jogo          | Jogo   | Jogo          |
| ----------- | ------------- | ------ | ------------- |
| 17 de março |               |        |               |
| 18:00       | Nova Zelândia | 127–47 | Malta         |
| 18:00       | Malásia       | 67–97  | Nigéria       |
| 19 de março |               |        |               |
| 13:45       | Malta         | 44–86  | Nigéria       |
| 18:00       | Nova Zelândia | 113–56 | Malásia       |
| 20 de março |               |        |               |
| 18:00       | Malásia       | 68–65  | Malta         |
| 20:15       | Nigéria       | 53–83  | Nova Zelândia |

### Fase final
| Horário                                 | Jogo       | Jogo  | Jogo       |
| --------------------------------------- | ---------- | ----- | ---------- |
| Classificação 5º-8º lugar - 21 de março |            |       |            |
| 11:30                                   | Índia      | 80–47 | Malta      |
| 18:00                                   | Moçambique | 80–70 | Malásia    |
| Disputa pelo 7º lugar - 22 de março     |            |       |            |
| 11:30                                   | Malta      | 59–63 | Malásia    |
| Disputa pelo 5º lugar - 22 de março     |            |       |            |
| 18:00                                   | Índia      | 44–70 | Moçambique |

| Horário                           | Jogo       | Jogo   | Jogo          |
| --------------------------------- | ---------- | ------ | ------------- |
| Semifinais - 21 de março          |            |        |               |
| 13:45                             | Austrália  | 105–49 | Nigéria       |
| 20:15                             | Inglaterra | 67–74  | Nova Zelândia |
| Disputa pelo bronze - 23 de março |            |        |               |
| 18:00                             | Nigéria    | 75–78  | Inglaterra    |
| Final - 23 de março               |            |        |               |
| 20:15                             | Austrália  | 77–39  | Nova Zelândia |

### Classificação final
| Pos. | Equipe            |
| ---- | ----------------- |
|      | AUS Austrália     |
|      | NZL Nova Zelândia |
|      | ENG Inglaterra    |
| 4    | NGR Nigéria       |
| 5    | MOZ Moçambique    |
| 6    | IND Índia         |
| 7    | MAS Malásia       |
| 8    | MLT Malta         |

## Quadro de medalhas
Três delegações conquistaram as medalhas dos torneios:
| Ordem | País          | Medalha de ouro | Medalha de prata | Medalha de bronze | Total |
| ----- | ------------- | --------------- | ---------------- | ----------------- | ----- |
| 1     | Austrália     | 2               |                  |                   | 2     |
| 2     | Nova Zelândia |                 | 2                |                   | 2     |
| 3     | Inglaterra    |                 |                  | 2                 | 2     |
| TOTAL | TOTAL         | 2               | 2                | 2                 | 6     |